# Bogatell (métro de Barcelone)
Bogatell est une station de la ligne 4 du métro de Barcelone.

## Situation sur le réseau
La station est située sous la rue Pujades (Carrer Pujades), sur le territoire de la commune de Barcelone, dans le district de Sant Martí. Elle s'intercale entre Ciutadella | Vila Olímpica et Llacuna.

## Histoire
La station est ouverte au public le 7 octobre 1977 sous le nom de Pedro IV, lors de la mise en service d'un prolongement de la ligne IV depuis Barceloneta. Elle prend son nom actuel en 1982, tandis que les chiffres arabes remplacent les chiffres romains dans la numérotation des lignes.

## Services aux voyageurs

### Accès et accueil
La station dispose de deux voies et deux quais latéraux.